# Gottfrid Svartholm
Per Godfrey Svartholm Warg, cunoscut și ca anakata, născut pe data de 17 octombrie 1984, e un programator suedez, hacker si cofondator al paginii de internet The Pirate Bay, în 2004, împreună cu Fredrik Neij.
Svartholm și Neij au condus și deținut compania PRQ, care a găzduit servere ca The Pirate Bay și Wikileaks. Au vândut afacerea la sfârșitul anilor 2008. Site-ul web și aplicația tracker Hypercube este creată de Svartholm.
O parte dintr-un interviu cu Svartholm, în care acesta comenta asupra raidului poliției din 2006 ce a avut loc în sediul The Pirate Bay, se află în filmul Good Copy Bad Copy și filmul Steal This Film. Totodată este protagonistul documentarului TPB AFK.
În Mai 2013, WikiLeaks a dezvăluit că Svartholm a colaborat alături de organizație pentru lansarea din 2010 a Collateral Murder, videoclipul unui atac aerian comandat de către Forțele Aeriene Americane în Baghdad filmat din carlinga unui elicopter. Potrivit WikiLeaks, Svartholm a fost un consultant și a administrat o infrastructură cu o importanță critică din cadrul organizației.
Pe data de 27 noiembrie 2013, acesta a fost extrădat către Danemarca, unde a fost acuzat că s-a infiltrat în baza de date a securității sociale Daneze, baza de date a permiselor de conducere, și a distribuit sistemul IT folosit în zona Schengen. În timp ce își aștepta procesul, acesta a fost deținut în izolare. Procesul s-a terminat pe 31 octombrie 2014 și acesta a fost găsit vinovat de juriu și a primit o sentință de trei ani și jumătate în închisoare. Acesta a contestat sentința, dar, de frica că acesta și-ar putea evita sentința, judecătorii au decis ca acesta ar trebui deținut până la judecarea cauzei.
După ce a petrecut trei ani în diferite închisori din Suedia și Danemarca, acesta a fost eliberat eventual pe 29 septembrie 2015 și este gata să se întoarcă și să muncească în IT.
1. ↑  Svartholm Warg, Per Gottfrid, Sveriges befolkning 2000[*]